# Romulea requienii
Romulea requienii (лат.) — многолетнее травянистое растение, вид рода Ромулея (Romulea) семейства Ирисовые (Iridaceae), произрастающее на Корсике, Сардинии и соседних островах.

## Ботаническое описание
Romulea requienii — луковичное геофитное многолетнее травянистое растение. Луковица небольшая (около 1 см), грушевидная, с коричневато-сероватыми оболочками и продольными волокнами. Листья прикорневые зелёные и нитевидные, намного длиннее цветка, полуцилиндрические и удлинённые. Цветки воронкообразные фиолетовые с более тёмными фиолетовыми жилками и светло-фиолетовыми или белыми центрами. Цветки около 5 см в диаметре. От 1 до 3 цветков появляются в период с февраля по март. Столбик заканчивается на вершине рыльцем, разделённым на три раздвоенных сегмента, изогнутых наружу. Плод представляет собой овальную коробочку диаметром 6-8 мм, несущую многочисленные шаровидные семена.

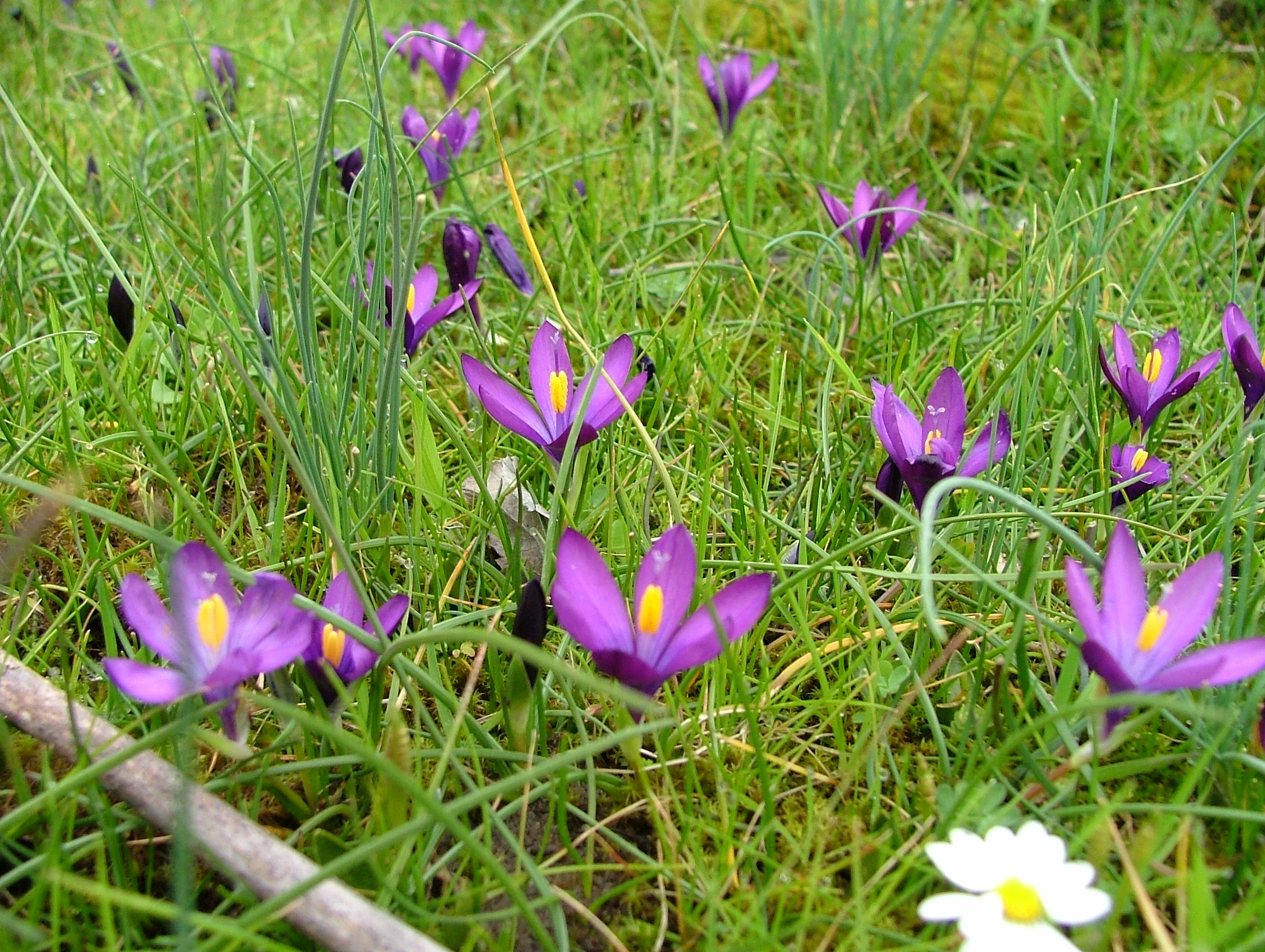
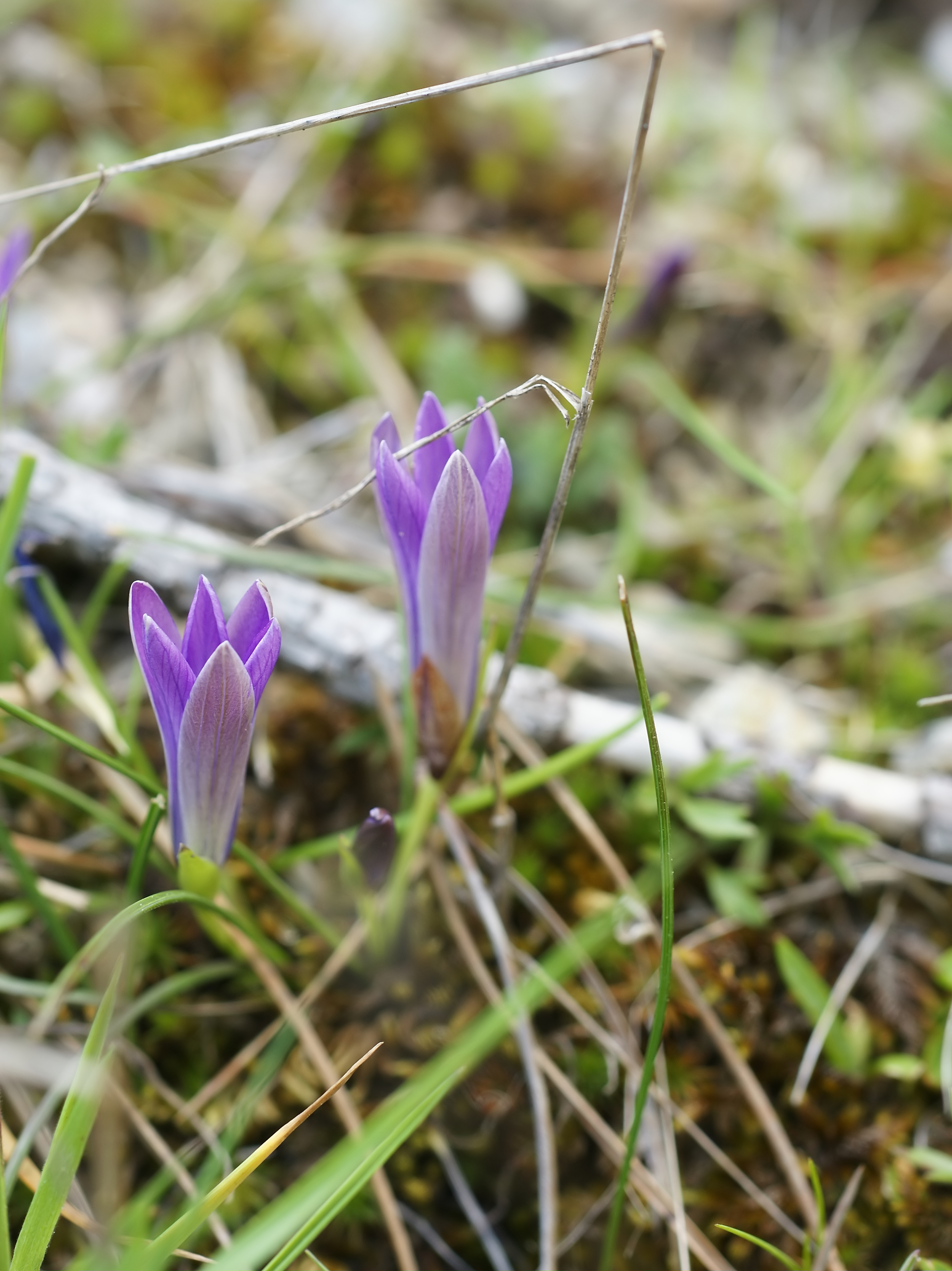

## Распространение и местообитание
Romulea requienii встречается на Корсике, Сардинии и соседних островах. Он также встречается в Тоскане с небольшими различиями, которые привели к описанию этой популяции как этрусской разновидности. Растёт на лужайках, пастбищах и, прежде всего, у моря.

## Таксономия
Romulea requienii был описан Филиппо Парлаторе и опубликован во Flora Italica в 1860 году. Видовой эпитет — в честь французского ботаника Эспри Рекьяна (1788—1852).

## Культивирование
Вид особенно хорошо подходит для солнечного альпинария. Его ценят за крокусовидные цветки, которые распускаются в полдень и закрываются вечером. Встречается в Средиземноморье, Италии и Франции.